# Aleksander (Hopjorski)
Aleksander (světským jménem:  Aleksander Hopjorski; * 23. srpna 1964, Võru) je estonský duchovní Estonské apoštolské pravoslavné církve a biskup pärnuský a saareský.

## Život
Narodil se 23. srpna 1964 ve Võru.
Roku 1981 dokončil 2. střední školu města Võru a o rok později začal studovat na fakultě tělesné výchovy Tartuské univerzity. V letech 1983–1985 absolvoval vojenskou službu.
Dne 8. března 1998 byl postřižen na čtece a 7. prosince 1998 byl rukopoložen na diákona.
Dne 10. prosince 2000 byl biskupem joensuuským Panteleimonem (Sarho) rukopoložen na jereje a stal se knězem ve farnosti Sestoupení Ducha svatého v obci Luhamaa a svatého Jana Předchůdce v obci Meeksi.
V letech 2002–2006 studoval na Pravoslavném semináři svatého Platona v Tallinnu.
Dne 12. června 2008 byl Radou Estonské apoštolské pravoslavné církve zvolen jako kandidát na biskupské svěcení. Byl postřižen na monacha a v říjnu 2008 byl povýšen na archimandritu.
Dne 21. října 2008 byl rozhodnutím Svatého synodu Konstantinopolského patriarchátu zvolen biskupem pärnuskýn a saareským.
Dne 12. ledna 2009 proběhla v katedrálním chrámu Proměnění Páně v Pärnu jeho biskupská chirotonie. Světiteli byli metropolita tallinský a celého Estonska Stefanus (Charalambides), metropolita nikajský Johannes (Rinne), metropolita derkoijský Konstantinos (Charisiadis), metropolita elassonský Vasileios (Kolokas), metropolita sisanionský a siatistský Athanasios (Giannousas), metropolita ouluský Panteleimon (Sarho), metropolita dimitriadský a almirský Ignatios (Georgakopoulos), biskup sinopský Athenagoras (Peckstadt), biskup mesaorijský Grigorios (Chatziouraniou) a biskup tartuský Eelija (Ojaperv).